# INS Virbahu
L'INS Virbahu est une base sous-marine de la marine indienne, relevant du Commandement naval de l’Est. Elle est située près de Visakhapatnam, dans l’Andhra Pradesh,,.

## Historique
L’INS Virbahu a été mise en service comme base de soutien à terre pour les sous-marins le 19 mai 1971. Lors de la mise en service de l’INS Virbahu, la 8e escadrille de sous-marins de la classe Vela y était basée. Le commandant de l’INS Virbahu a également été désigné comme commandant de la 8e escadrille de sous-marins. Par la suite, avec l’entrée en service des sous-marins de la classe Sindhughosh, la 11e escadrille de sous-marins a été créée. Comme deux escadrilles de sous-marins étaient basés à Visakhapatnam, comprenant au total huit sous-marins, l’étendue des responsabilités du commandant de l’INS Virbahu s’est grandement accrue. Les sous-marins ont ainsi été placés sous le contrôle opérationnel de Captain Submarines, 8th et 11th Submarine Squadrons. Avec l’augmentation du nombre et du type de sous-marins, l’autorité opérationnelle des escadrilles de sous-marins a été relevée de captain des sous-marins à commodore des sous-marins en avril 1990. Étant donné que le Commodore avait une responsabilité de commandement envers les sous-marins, la fonction a donc été rebaptisée Commodore Commanding Submarines (East) en juin 1997. Initialement, toutes les questions de formation, de maintenance, opérationnelles et de logistique relatives aux sous-marins étaient traitées par Virbahu. Au fur et à mesure que l’arme sous-marine s’agrandissait, le rôle de formation a été repris par l’INS Satavahana et les fonctions d’autorité de classe par le quartier général des sous-marins. Mais l’attachement à l’ancienne Alma Mater persiste et Virbahu continue d’être considéré comme la « maison des dauphins » encore aujourd’hui.

## Objectif
Le rôle de l’INS Virbahu est de fournir un soutien administratif et logistique aux 8e et 11e escadrilles de sous-marins. Il fournit également des mess, des installations d’hébergement, de bien-être et de loisirs aux équipages des sous-marins, le cas échéant. L’INS Virbahu est le siège du Commodore Commanding Submarines (East) (COMCOS (E)). Le COMCOS est également le commandant de la base.